# 清扬
清扬，中國品牌為「CLEAR 清扬」，台港澳品牌稱為「CLEAR 淨」，是联合利华集团生产的去头皮屑洗发水品牌。 该品牌于1981年推出，在全球大多数国家以Clear名称销售，在希腊名为Ultrex，在葡萄牙名为Linic，在印度名为Pure Derm。 直到2010年，该产品在21世纪初以名称Clinic Clear和Clinic在泰国销售。

## 代言人
- 徐熙娣
- 周冬雨
- 莫文蔚
- 唐嫣
- 郭采潔
- 米蘭達·凱爾
- 基斯坦奴·朗拿度
- 胡歌
- 張孝全
- 吳亦凡
- 易烊千璽